# Prix de l'ile d'Oleron
Prix de l'ile d'Oleron är ett montélopp för sex-tioåriga hingstar, valacker och ston som äger rum i november på Hippodrome de Vincennes i Paris i Frankrike. Det är ett Grupp 3-lopp, man måste minst ha sprungit in 54 000 euro för att få starta.
Loppet rids över 2850 meter på stora banan på Vincennes, med voltstart. Den samlade prissumman är 90 000 euro, och 40 500 euro i första pris.

## Vinnare
| År   | Häst               | Efter             | Kusk               | Tränare                 | Tid    |
| ---- | ------------------ | ----------------- | ------------------ | ----------------------- | ------ |
| 2024 | Filwell            | Qwerty            | Adrien Lamy        | Pierre Levesque         | 1'12"2 |
| 2023 | Granit Meslois     | Shadow d'Odyssee  | Victor Saussaye    | Pierre Belloche         | 1'12"6 |
| 2022 | Filwell            | Qwerty            | Camille Levesque   | Pierre Levesque         | 1'12"9 |
| 2021 | Diamant de Tréabat | Kuadro Wild       | Clément Frecelle   | Pascal Monthule         | 1'12"8 |
| 2020 | Daida de Vandel    | Real de Lou       | Alexandre Abrivard | Laurent-Claude Abrivard | 1'13"4 |
| 2019 | Caban Prior        | Sancho Panca      | Aurelien Desmarres | Sylvain Desmarres       | 1'13"6 |
| 2018 | Clegs des Champs   | Leg du Clos       | David Thomain      | Thierry Raffegeau       | 1'13"3 |
| 2017 | Caduceus des Baux  | Mark Speed        | Damien Bonne       | Marion Hue              | 1'14"0 |
| 2016 | The Tiger          | Nelson de Vandel  | Damien Bonne       | Benjamin Goetz          | 1'14"1 |
| 2015 | Tess de Villeneuve | Goetmals Wood     | Yoann Lebourgeois  | Severine Raimond        | 1'14"4 |
| 2014 | Uppercut de Manche | Neutron du Cebe   | Damien Bonne       | Thierry Raffegeau       | 1'13"4 |
| 2013 | Torre Crepin       | Capriccio         | Adrien Lamy        | Bruno Marie             | 1'13"8 |
| 2012 | Quarlos            | L'As de Viretaute | Mathieu Mottier    | Michel Dabouis          | 1'14"4 |